# Liu Ying (książę)
Liu Ying (zm. 71) – syn cesarza Guangwu, znany przede wszystkim jako pierwszy patron chińskiego buddyzmu.
Był jedynym synem ze związku Guangwu i jego konkubiny Piękności Xu. W 39 otrzymał tytuł diuka (公, gong) Chu, z siedzibą w Pengcheng (dzis. Xuzhou), jego lenno miało być jednak mniejsze niż jego braci ponieważ Piękność Xu wypadła z łask cesarza. W 41 jego tytuł (wraz z tytułami jego braci) został podniesiony do rangi księcia (wang) i w 52 tak samo jak jego bracia został odesłany z Luoyangu by żyć w swoim lennie.
Liu Ying miał pozostawać w bliskich relacjach ze swoim przyrodnim bratem Liu Zhuangiem (przyszłym cesarzem Mingiem), który gdy wstąpił na tron okazywał mu szczególne względy i podarował markizat (侯, hou). Poza tym był znany ze swojego ekscentrycznego zachowania i miał być patronem Huang-Lao oraz buddyzmu, który w tym wczesnym okresie był uważany za odgałęzienie tego pierwszego.
W 65 Liu Ying, który najwidoczniej był podejrzany o udział w jakiejś intrydze, wysłał do cesarza prośbę o łaskę wraz z darem znacznej ilości jedwabiu. Ming odpowiedział mu nader łaskawie, gratulując znajomości nauk Huang-Lao oraz praktykowania humanitarnego kultu Buddy, z jego regularnym oczyszczaniem się i postem, a także winszując gościnności wobec buddyjskich wyznawców (yipusai, pali upasaka) i mnichów (sangmen, pali Samana). Jedwab został zwrócony, by Liu Ying mógł kontynuować swoje zbożne dzieło.
Ten edykt cesarza Minga „jest pierwszym tekstem historii chińskiego Buddyzmu, pokazującym jego wczesny związek z popularnym taoizmem i identyfikujący Chu/Pengcheng jako centrum kultu”. Generalnie przyjmuje się, iż buddyzm przybył do Chin przez Azję Środkową, ale na południowy wschód mógł zostać przyniesiony przez zamorskich kupców. Pozostaje czymś wątpliwym, na ile odzwierciedlał wówczas klasyczną tradycję indyjską. Zwolennicy Huang-Lao uważali Żółtego Cesarza za duchowo identycznego z Laozi i jego kolejnymi reinkarnacjami. Cesarski edykt zdaje się zatem przedstawiać Buddę jako kolejne wcielenie Żółtego Cesarza i Laozi, to jest identyczne z nimi bóstwo, któremu składa się ofiary i na cześć którego odbywa się post.
Liu Ying dalej kultywował swoje egzotyczne zainteresowania i praktyki, coraz bardziej polegając na alchemikach, magach i wieszczkach różnego autoramentu. Pod koniec 70 został oskarżony o poszukiwanie omenów i zadawanie się ze złymi ludźmi, zaś jego postępowanie zostało zakwalifikowane jako przypadek Wielkiego Oporu i Bezbożności (大逆不道, dani budao), kategorii najpoważniejszych przestępstw, podlegających najsurowszym karom. Jego księstwo zostało zniesione i Liu Ying został wysłany do Danyangu, na południe od Jangcy, gdzie kilka miesięcy później popełnił samobójstwo. Pochowano go z honorami należnymi markizowi.
Następnie cesarz przystąpił do bezwzględnej czystki, mającej dotknąć każdego podejrzanego o jakikolwiek związek z niewłaściwym postępowaniem jego brata. Aresztowano tysiące ludzi i wielu z nich torturowano, by wydobyć z nich przyznanie się do winy i imiona innych „spiskowców”. Oskarżenia dotknęły następnych dwóch braci cesarza, Liu Kanga, księcia Ji’nanu, który został ukarany utratą pięciu powiatów ze swojego lenna, oraz Liu Yana, księcia Huaiyang, który ledwo uszedł z życiem, podczas gdy jego lenno zredukowano do jedynie dwóch powiatów. Liczba ludzi, którzy zginęli w wyniku prześladowań jest nieznana, jednak cesarz pozostał niespokojny i zagniewany, kontynuując oskarżenia i aresztowania aż do swojej śmierci. Jak zauważył już Hans Bielenstein, cesarscy bracia mogli przejawiać niewłaściwe zainteresowania okultyzmem, brak jednak świadectw przemawiających za istnieniem zorganizowanej antycesarskiej konspiracji.
W 77 nowy cesarz Zhang zakończył czystkę rozpoczętą przez swojego ojca i ponownie pochował Liu Yinga, tym razem z książęcymi honorami, zaś jego synów uczynił markizami. Wspólnota buddyjska w Pengchengu przetrwała śmierć swojego patrona i ponad stulecie później rozkwitła pod patronatem lokalnego urzędnika, Zhai Ronga.